# Pedro de Cava
Pedro de Cava o Pedro de Pappacarbone (Salerno, Campania, c. 1038-Cava de' Tirreni, 1123) fue un obispo y abad benedictino italiano, fundador de la congregación o Orden de Cava. Es recordado como abad tercero de la Abadía de Cava y es venerado como santo por la Iglesia Católica

## Biografía
Nacido en Salerno, era sobrino de Alfiero de Pappacarbone, noble salernitano que se había retirado para hacer una vida eremítica y había fundado la Abadía de Cava, puesta bajo las normas benedictinas. Pedro ingresó bajo el mando del abada León I. Marchó a la Abadía de Cluny, donde estuvo entre 1062 y 1068, y fue obispo de Policastro y, entre 1067 y enero de 1072, fue abad de San Arcangelo nel Cilento.
Fue elegido entonces coadjutor de la abadía de Cava por León I, hacia 1072 y renunció al obispado. Poco después, en noviembre de 1078 se convirtió en abad. Su mandato fue muy riguroso. Amplió el monasterio y consolidó la relación con otros monasterios que dependían, constituyendo una congregación benedictina sobre el modelo de la Congregación de Cluny. Creó así la llamada Orden de Cava, que acabó teniendo un papel relevante en el sur de Italia. Redactó las Constitutiones Cavensis a partir de les constituciones de Cluny. En 1092 recibió en la abadía el papa Urbano II, que consagró la basílica.
Renunció al cargo después de muchos años de gobierno y murió haciendo vida hermética en la cueva de Arsicia, cerca de la abadía. Le sucedió Constable, que era entonces el coadjutor.

## Veneración
Su cuerpo fue llevado a un altar de la abadía en 1911. Los cuatro primeros abades de Cava fueron reconocidos como santos el 21 de diciembre de 1893 por León XIII: son los santos Alferio, fundador y primer abad (1050); León I (1050-1079); Pedro (1079-1122) y Constable (1022-1124).